# 石壁镇 (琼海市)
石壁镇是中华人民共和国海南省琼海市下辖的一个镇。

## 行政区划
石壁镇下辖以下村级行政区划单位：
下朗村、石壁村、南星村、赤坡村、岸田村、水口仔苗族村和南通苗族村。

## 历史
明初渐成集市。1955年划入琼东县。1987
年置镇，沿称石壁。

## 名称来源
此地有一巨石，状似墙壁，故名。